# MessagePad
Le MessagePad est un Assistant personnel numérique développé par Apple de la série Apple Newton en 1993 et abandonné en 1998. Certaines pièces électroniques et la fabrication des appareils sont réalisés au Japon par l'entreprise Sharp. Les appareils possèdent le processeur RISC ARM 610 et disposent d'un logiciel de reconnaissance de l'écriture manuscrite ; ils sont développés et commercialisés par Apple. Les appareils fonctionnent sous le système d'exploitation Newton OS.

## Histoire
Le développement du MessagePad commence avec l'ancien vice-président de la recherche et du développement d'Apple, Jean-Louis Gassée ; son équipe se compose de Steve Capps, co-développeur du logiciel Finder de macOS, et de l'ingénieur Steve Sakoman. Le développement se déroule en secret jusqu'à ce qu'il soit révélé au conseil d'administration d'Apple à la fin de l'année 1990.
Lorsque Gassée démissionne pour cause de désaccord important avec le conseil d'administration, Sakoman, constatant le traitement réservé à son supérieur hiérarchique, arrête le développement de l'appareil le 2 mars 1990. 
Bill Atkinson, un responsable de l'interface graphique Lisa, Steve Capps, John Sculley, Andy Hertzfeld, Susan Kare et Marc Porat sont conviés à une réunion le 11 mars 1990. Ils réfléchissent à un moyen de sauver le MessagePad. Sculley suggère d'ajouter de nouvelles fonctionnalités, notamment des bibliothèques, des musées, des bases de données ou des archives, permettant aux utilisateurs de naviguer à travers divers onglets. Le conseil d'administration approuve sa suggestion.
Le premier MessagePad est présenté le 29 mai 1992 à l'occasion du Consumer Electronics Show de Chicago.

## Autres utilisations
Le MessagePad est utilisé dans le domaine des soins de santé, par exemple pour collecter des données directement auprès des patients. Ces derniers utilisaient l'appareil comme un journal électronique dans lequel ils indiquent quotidiennement leurs symptômes et d'autres informations relatives à leur état de santé. La taille compacte de l'appareil et sa facilité d'utilisation permettaient de transporter les agendas électroniques et de les utiliser dans le cadre de la vie quotidienne des patients. Il s'agit là d'un des premiers exemples de résultats électroniques rapportés par les patients.

## Accueil critique
Le MessagePad est proposé à la vente le 2 août 1993, à l'occasion de la Macworld Conference & Expo à Boston au prix de 900 dollars. 50 000 appareils sont vendus au cours des trois premiers mois de commercialisation. 
Les versions ultérieures de Newton OS offrent une reconnaissance améliorée de l'écriture manuscrite, ce qui est probablement l'une des principales raisons de la popularité des appareils. Malgré l'ancienneté du matériel et des logiciels, les appareils se vendent encore sur le marché d'occasions à des prix bien supérieurs à ceux d'autres sociétés, comparativement plus anciens. En 2006, CNET compare un MessagePad à un Samsung Q1, et le MessagePad est déclaré meilleur.